# Гайнц Лінднер
Гайнц Лінднер (нім. Heinz Lindner, нар. 17 липня 1990, Лінц) — австрійський футболіст, воротар німецького клубу «Айнтрахт» і національної збірної Австрії.

## Клубна кар'єра
Народився 17 липня 1990 року в місті Лінц. Вихованець футбольної школи клубу «Аустрія» (Відень). Дорослу футбольну кар'єру розпочав 2007 року у другій команді цього клубу, в якій провів два сезони, взявши участь у 24 матчах чемпіонату. З 2009 року почав залучатися до складу головної команди «Аустрії». Протягом наступних шости сезонів був здебільшого основним голкіпером команди. Відіграв у 166 матчах чемпіонату Австрії, пропустивши 182 голів.
Влітку 2015 року контракт гравця з віденським клубом завершився, і він на правах вільного агента уклав контракт з франкфуртським «Айнтрахтом». Одночасно до німецького клубу приєднався фінський воротар словацького походження Лукаш Градецький, який виборов місце у стартовому складі «Айнтрахта», залишивши Лінднеру статус резервного голкіпера. 

## Виступи за збірні
Протягом 2009–2012 років залучався до складу молодіжної збірної Австрії. На молодіжному рівні зіграв у 14 офіційних матчах, пропустив 17 голів.
2012 року дебютував в офіційних матчах у складі національної збірної Австрії. Наразі провів у формі головної команди країни 7 матчів, пропустивши 8 голів.

## Досягнення
«Аустрія» (Відень)
- Чемпіон Австрії: 2012–13

«Юніон»
- Володар Кубка Бельгії: 2023–24[1]